# Xysticus namaquensis
Xysticus namaquensis is een spinnensoort uit de familie van de krabspinnen (Thomisidae).
De wetenschappelijke naam van de soort werd in 1910 gepubliceerd door Eugène Simon.